# 어디에도 없는 영화
《어디에도 없는 영화》(영어: Nowhere)는 1997년 개봉한 미국의 블랙 코미디 드라마 영화이다. 그레그 아라키가 감독과 각본을 맡았다. 영화 《완전히 엿먹은》(1993)과 《둠 제너레이션》(1995)과 함께 아라키 감독의 “10대 아포칼립스 3부작” 중 하나로, 그중 세 번째로 공개된 작품이다.

## 출연진
- 제임스 듀발
- 레이철 트루
- 네이선 벡스턴
- 키아라 마스트로이안니
- 데비 메이자
- 캐슬린 로버트슨
- 조슈아 지브란 메이웨더
- 조던 래드
- 크리스티나 애플게이트
- 사라 라세즈
- 기예르모 디아스
- 제러미 조던
- 앨런 보이스
- 제이슨 시먼스
- 라이언 필리피
- 헤더 그레이엄
- 스콧 칸
- 타임 루이스
- 미나 서바리
- 베벌리 디앤절로
- 데니즈 리처즈
- 테리사 힐
- 트레이시 로즈
- 섀넌 도허티
- 로즈 맥가윈
- 존 리터
- 샬럿 레이
- 크리스토퍼 나이트
- 이브 플럼
- 로런 트위스
- 데이비드 리저
- 데번 오데사
- 스테이시 키넌
- 그레그 아라키
- 존 이노스 3세

## 기타 제작진
- 라인 제작: 존 카이퍼
- 배역: 캐런 마지오타, 메리 마지오타, 릭 몽고메리, 댄 퍼라다
- 미술: 패티 포데스타
- 의상: 세라 제인 슬로트닉